# 오드리 자코미니
오드리 자코미니(Audrey Giacomini, 1986년 1월 20일 ~ )는 프랑스의 모델이다.